# Marquard & Bahls
Marquard & Bahls, «Марквард и Бальс» — международная энергетическая компания, специализирующаяся на хранении и торговле нефтью и нефтепродуктами; штаб-квартира находится в Гамбурге, Германия.

## История
В 1913 году Франц фон Марквард основал компанию по торговле смазочными материалами, в 1919 году его компания стала партнёрством Marquard & Bahls, когда к ней присоединился Отто Рудольф Юлиус Бальс. В 1947 году компанию купил Теодор Вайссер. В 1950 году были поглощены компании Wilhelm Schliemann и MABAG, в следующем году компания начала деятельность в Африке. В 1961 году компанию возглавил Ганс Вайссер, старший сын Теодора. В 1970-х и 1980-х годах была создана международная сеть нефтехранилищ. В 2000 году была куплена доля в газовой компании natGAS AG.

## Деятельность
Основные подразделения по состоянию на 2020 год:
- Oiltanking — нефте- и газохранилища общим объёмом 18,5 млн м³; работает в Бельгии, Нидерландах, Мальте, Дании, Финляндии, Дубае, Омане, Мозамбике, ЮАР, США, Аргентине, Бразилии, Мексике, Колумбии, Панаме, Перу, Сингапуре, Индии и КНР.
- Mabanaft — оптовая и розничная торговля нефтью и нефтепродуктами; объём продаж — 16,5 млн тонн; представлена в Германии, США, Сингапуре, Великобритании, Венгрии; розничная сеть работает под брендами Petronord и OIL! Tankstellen в Германии, Австрии, Швейцарии и Дании.
- Skytanking — снабжение авиационным топливом; работает в аэропортах большинства стран Европы, в США, Турции, Индии, Австралии и ЮАР.

.
.